# Hector Gomez
Hector Gómez Alisio (Santa Fe, Argentina, 1953) é um ilustrador, quadrinista e arte-educador argentino radicado no Brasil. Por vezes creditado como Hector Gomez ou apenas Hector,  atuou em agências de publicidade como diretor de criação e na produção de storyboards para cinema,  trabalhou no mercado norte-americano em revistas como Wraitheart e Buffy, além de ter sido responsável pelos desenhos de álbuns brasileiros, como Samsara (com roteiro de Guilherme de Almeida Prado)  e Amazing Muchachas, lançados em 1991, além dos dois volumes das adaptações para os quadrinhos dos personagens Juba & Lula (com roteiros de Regis Rocha Moreira, um dos roteiristas da série de TV de mesmo nome), com os quais ganhou as edições de 1989 e 1990 do Troféu HQ Mix na categoria "Melhor adaptação da TV para HQ". Hector também ganhou, em 1991, o Prêmio Angelo Agostini de "melhor desenhista".